# Jungbuschbrücke
Die Jungbuschbrücke ist nach der Friedrichsbrücke, der heutigen Kurpfalzbrücke, die zweite Neckarquerung in Mannheim. Sie verbindet bei Neckarkilometer 2,190 den Stadtteil Jungbusch mit dem Stadtteil Neckarstadt und führt die B 44 über den Neckar.

## Geschichte
Bereits mit dem Bau der Friedrichsbrücke wurde von stadtplanerischer Seite eine zweite Neckarquerung erwogen. Nach einem 1900 durchgeführten Architektenwettbewerb wurde das erste Brückenbauwerk von 1905 bis 1908 nach einem Entwurf des Architekten Hermann Billing durch die Bauunternehmung Philipp Holzmann (Frankfurt am Main) errichtet. Das konstruktive Konzept des Wettbewerbsentwurfs stammte von der Brückenbauabteilung der MAN. Die Länge betrug insgesamt 242 Meter. Das Bauwerk besaß über dem Neckar einen flach gespannten, unter der Fahrbahn liegenden Eisenbogen von 114 Meter Spannweite und zwei massiv ausführte, seitliche Bogenbrücken mit Öffnungen von je 59,5 Meter Spannweite. Die Brücke wurde zunächst schlicht als „Zweite Neckarbrücke“ bezeichnet, erst später erhielt sie den Namen Hindenburgbrücke – nach dem im Ersten Weltkrieg militärisch erfolgreichen Generalfeldmarschall und späteren Reichspräsidenten Paul von Hindenburg. Am 25. März 1945 wurde sie von der Deutschen Wehrmacht gesprengt. Ab Ende 1948 lief der Verkehr über eine Behelfsbrücke.
In den 1950er Jahren wurde ein Ersatzneubau, die heutige Jungbuschbrücke, in moderner Konstruktion als stählerne Balkenbrücke ohne den dekorativen Anspruch des Ursprungsbaus errichtet. Es wurde eine im Grundriss S-förmige Konstruktion gewählt, die am 19. September 1957 dem Verkehr übergeben wurde. Sie ist mit 239,4 Metern (Stützweiten der Öffnungen 62,5 Meter – 114,4 Meter – 62,5 Meter) etwas kürzer als ihre Vorgängerin. Die Brücke besitzt vier Fahrstreifen sowie zwei Fußgänger- und Radwege (barrierefreier Zugang nur auf der Unterstromseite). Die Überwachung der Geschwindigkeitsbegrenzung von 50 km/h geschieht durch beidseitig stationär angebrachte Geräte vom Typ PoliScan speed.